# Elkhorn Ridge
Elkhorn Ridge sind ein 16 km langer Gebirgszug der Convoy Range im ostantarktischen Viktorialand. Er liegt zwischen dem Towle-Gletscher und dem Northwind-Gletscher.
Der United States Geological Survey kartierte den Gebirgszug anhand geodätischer Vermessungen und mithilfe von Luftaufnahmen der United States Navy. Das Advisory Committee on Antarctic Names benannte ihn 1964 nach der USS Elkorn, einem Tanker der US-Verbände im McMurdo-Sund von 1961 bis 1962.